# Mistrzostwa Europy w Kolarstwie Szosowym 2023
Mistrzostwa Europy w Kolarstwie Szosowym 2023 – zawody mające wyłonić najlepszych kolarzy szosowych Europy, które odbyły się w dniach od 20 do 24 września 2023 w Drenthe.

## Medaliści

### Mężczyźni

#### Elita
| Konkurencja                              | Złoto              | Srebro           | Brąz          | Źródło |
| ---------------------------------------- | ------------------ | ---------------- | ------------- | ------ |
| jazda indywidualna na czas (20 września) | Joshua Tarling     | Stefan Bissegger | Wout van Aert | [ 1 ]  |
| wyścig ze startu wspólnego (24 września) | Christophe Laporte | Wout van Aert    | Olav Kooij    | [ 2 ]  |

#### U23
| Konkurencja                              | Złoto                   | Srebro               | Brąz         | Źródło |
| ---------------------------------------- | ----------------------- | -------------------- | ------------ | ------ |
| jazda indywidualna na czas (20 września) | Alec Segaert            | Carl-Frederik Bévort | Gustav Wang  | [ 3 ]  |
| wyścig ze startu wspólnego (22 września) | Henrik Breiner Pedersen | Iván Romeo           | Paul Magnier | [ 4 ]  |

#### Juniorzy
| Konkurencja                              | Złoto            | Srebro           | Brąz           | Źródło |
| ---------------------------------------- | ---------------- | ---------------- | -------------- | ------ |
| jazda indywidualna na czas (20 września) | Albert Philipsen | Jørgen Nordhagen | Sente Sentjens | [ 5 ]  |
| wyścig ze startu wspólnego (23 września) | Anže Ravbar      | Matys Grisel     | Žak Eržen      | [ 6 ]  |

### Kobiety

#### Elita
| Konkurencja                              | Złoto            | Srebro         | Brąz                    | Źródło |
| ---------------------------------------- | ---------------- | -------------- | ----------------------- | ------ |
| jazda indywidualna na czas (20 września) | Marlen Reusser   | Anna Henderson | Christina Schweinberger | [ 7 ]  |
| wyścig ze startu wspólnego (23 września) | Mischa Bredewold | Lorena Wiebes  | Lotte Kopecky           | [ 8 ]  |

#### U23
| Konkurencja                              | Złoto         | Srebro              | Brąz             | Źródło |
| ---------------------------------------- | ------------- | ------------------- | ---------------- | ------ |
| jazda indywidualna na czas (20 września) | Zoe Bäckstedt | Antonia Niedermaier | Anniina Ahtosalo | [ 9 ]  |
| wyścig ze startu wspólnego (22 września) | Ilse Pluimers | Anna Shackley       | Linda Zanetti    | [ 10 ] |

#### Juniorki
| Konkurencja                              | Złoto               | Srebro              | Brąz        | Źródło |
| ---------------------------------------- | ------------------- | ------------------- | ----------- | ------ |
| jazda indywidualna na czas (20 września) | Federica Venturelli | Stina Kagevi        | Hannah Kunz | [ 11 ] |
| wyścig ze startu wspólnego (24 września) | Fleur Moors         | Federica Venturelli | Léane Tabu  | [ 12 ] |

### Konkurencje mieszane

#### Elita
| Wyścig                                | Złoto | Srebro | Brąz | Źródło |
| ------------------------------------- | --- | --- | --- | ------ |
| jazda drużynowa na czas (21 września) | Francja Bruno Armirail · Rémi Cavagna · Benjamin Thomas · Audrey Cordon-Ragot · Cédrine Kerbaol · Juliette Labous | Włochy Edoardo Affini · Mattia Cattaneo · Matteo Sobrero · Elena Cecchini · Vittoria Guazzini · Soraya Paladin | Niemcy Miguel Heidemann · Jannik Steimle · Maximilian Walscheid · Lisa Klein · Franziska Koch · Mieke Kröger | [ 13 ] |

#### Juniorzy
| Wyścig                                | Złoto | Srebro                                                                                                | Brąz                                                                                            | Źródło |
| ------------------------------------- | --- | --- | ----------------------------------------------------------------------------------------------- | ------ |
| jazda drużynowa na czas (21 września) | Włochy Andrea Bessega · Luca Giaimi · Andrea Montagner · Eleonora La Bella · Alice Toniolli · Federica Venturelli | Niemcy Moritz Bell · Ian Kings · Louis Leidert · Pia Grünewald · Hannah Kunz · Joelle Amelie Messemer | Francja Léo Bisiaux · Eliott Boulet · Maxime Decomble · Julie Bego · Alice Bredard · Léane Tabu | [ 14 ] |

## Klasyfikacja medalowa
*   Gospodarz ( Holandia)
| Miejsce | Reprezentacja   | Złoto | Srebro | Brąz | Razem |
| ------- | --------------- | ----- | ------ | ---- | ----- |
| 1       | Włochy          | 2     | 2      | 0    | 4     |
| 1       | Wielka Brytania | 2     | 2      | 0    | 4     |
| 3       | Francja         | 2     | 1      | 3    | 6     |
| 3       | Belgia          | 2     | 1      | 3    | 6     |
| 5       | Holandia*       | 2     | 1      | 1    | 4     |
| 5       | Dania           | 2     | 1      | 1    | 4     |
| 7       | Szwajcaria      | 1     | 1      | 1    | 3     |
| 8       | Słowenia        | 1     | 0      | 1    | 2     |
| 9       | Niemcy          | 0     | 2      | 2    | 4     |
| 10      | Norwegia        | 0     | 1      | 0    | 1     |
| 10      | Hiszpania       | 0     | 1      | 0    | 1     |
| 10      | Szwecja         | 0     | 1      | 0    | 1     |
| 13      | Austria         | 0     | 0      | 1    | 1     |
| 13      | Finlandia       | 0     | 0      | 1    | 1     |
| Razem   | Razem           | 14    | 14     | 14   | 42    |